# Карликові блакитні компактні галактики
Карликові блакитні компактні галактики (dBC або BCD — Blue Compact dwarf) — карликові галактики високої поверхневої яскравості та блакитного кольору. Це системи, в яких спостерігається спалах зореутворення.
| Характерний розмір                                                    | 1 — 10 пк[джерело?] |
| Характерна поверхнева яскравість (в одиницях яскравості нічного неба) | 1 — 10              |
| Вміст міжзоряного газу (% від маси галактики)                         | 10 — 50             |
| Зореутворення                                                         | Активне             |

dBC-галактики містять дуже мало важких елементів: їх металічність на один-два порядки менша, ніж Сонця. У цих галактиках важкі елементи ще не встигли утворитися у великій кількості.
Найголовніша проблема, що стосується цих галактик, полягає в тому, що з одного боку, вони містять багато блакитних масивних зір, відбувається інтенсивне зореутворення. А з іншого, попри це, вони характеризуються колосальними запасами невикористаного газу (іноді — більше половини маси галактики) і малою кількістю важких елементів, які народжуються в процесі еволюції масивних зір, але ще не встигли накопичитися в міжзоряному газі галактики, попри велику кількість масивних зір, що продукують такі елементи. Блакитні галактики являють собою так би мовити, ізольовані осередки освіти зір з речовини, що ще не еволюціонували.[неавторитетне джерело]